# Storm Boy - Il ragazzo che sapeva volare
Storm Boy - Il ragazzo che sapeva volare (Storm Boy) è un film del 2019 diretto da Shawn Seet.
Con protagonisti Geoffrey Rush, Jai Courtney e Finn Little, alla sua prima apparizione sul grande schermo, la pellicola è l'adattamento cinematografico del romanzo del 1964 Storm Boy scritto da Colin Thiele, già portato al cinema nel 1976.

## Produzione
Le riprese del film sono state effettuate nei mesi di luglio e agosto 2017 ad Adelaide.

## Promozione
Il primo trailer del film viene diffuso il 18 agosto 2018.

## Distribuzione
La pellicola è stata distribuita nelle sale cinematografiche australiane a partire dal 17 gennaio 2019 ed in quelle italiane dal 24 giugno 2021.